# Desiree Akhavan
Desiree Akhavan (Nova Iorque, 27 de dezembro de 1984) é uma cineasta, produtora cinematográfica, roteirista e atriz norte-americana.